# Onida
Onida és una població dels Estats Units a l'estat de Dakota del Sud. Segons el cens del 2000 tenia 740 habitants.

## Demografia
Segons el cens del 2000, Onida tenia 740 habitants, 299 habitatges, i 200 famílies. La densitat de població era de 453,5 habitants per km².
Dels 299 habitatges en un 35,5% hi vivien nens de menys de 18 anys, en un 59,5% hi vivien parelles casades, en un 4,7% dones solteres, i en un 32,8% no eren unitats familiars. En el 28,8% dels habitatges hi vivien persones soles el 12,4% de les quals corresponia a persones de 65 anys o més que vivien soles. El nombre mitjà de persones vivint en cada habitatge era de 2,47 i el nombre mitjà de persones que vivien en cada família era de 3,1.
Per edats la població es repartia de la següent manera: un 28,4% tenia menys de 18 anys, un 6,1% entre 18 i 24, un 29,2% entre 25 i 44, un 22,6% de 45 a 60 i un 13,8% 65 anys o més.
L'edat mediana era de 37 anys. Per cada 100 dones de 18 o més anys hi havia 101,5 homes.
La renda mediana per habitatge era de 35.750 $ i la renda mediana per família de 44.583 $. Els homes tenien una renda mediana de 27.692 $ mentre que les dones 22.266 $. La renda per capita de la població era de 19.340 $. Entorn del 5% de les famílies i el 5,2% de la població estaven per davall del llindar de pobresa.

## Poblacions més properes
El següent diagrama mostra les poblacions més properes.